# IC 995
IC 995 је спирална галаксија у сазвјежђу Велики медвјед која се налази на листи објеката дубоког неба у Индекс каталогу.
Деклинација објекта је + 57° 48' 36" а ректасцензија 14h 16m 31,2s. Привидна величина (магнитуда) објекта IC 995 износи 14,0 а фотографска магнитуда 14,6. IC 995 је још познат и под ознакама UGC 9145, MCG 10-20-91, CGCG 295-42, PGC 50990.